# 稲葉友
稲葉 友（いなば ゆう、1993年1月12日 - ）は、日本の俳優、ラジオパーソナリティー。神奈川県相模原市出身。レプロエンタテインメント所属。身長175cm。妻はモデルでタレントの藤田ニコル。

## 略歴
- 2009年11月、周囲からの推薦をきっかけに応募した第22回ジュノン・スーパーボーイ・コンテストでグランプリを受賞。当時高校2年生の16歳。過去最多の1万5491人の中からの受賞であった[5]。
- 2010年、テレビドラマ『クローン ベイビー』で俳優デビュー。
- 2011年、舞台『真田十勇士〜ボクらが守りたかったもの〜』で舞台の初主演。
- 2014年12月『仮面ライダードライブ』の詩島剛 / 仮面ライダーマッハ役でレギュラー出演[6]。
- 2016年、BSスカパー!ドラマ『ひぐらしのなく頃に』の前原圭一役で連続ドラマ初主演[7]。また、『HiGH&LOW』のドラマと映画に出演。
- 2017年1月29日、『おんな城主 直虎』第4話に出演し、NHK大河ドラマ初出演。
- 2022年5月27日、『恋い焦れ歌え』で長編映画の初主演[8]。
- 2023年8月4日、モデルでタレントの藤田ニコルとの結婚を発表した[3]。

## 人物
- 趣味：観劇、漫画、掃除、音楽（バンド経験あり）、麻雀、DIY、お笑い鑑賞、歩く、写真を撮る、落語を聴く
- 特技：野球、バスケットボール、ハンドボール（ポジションはポスト）、逆立ち、歌、殺陣
- 資格：普通自動車免許
- 好きな食べ物は肉（特に赤身肉）。嫌いな食べ物はトマト。
- 芸能活動前から同級生らとバンドを組んでおり、多くのインタビューで役者と音楽活動を両立したいと語っている[4][9]。
- 兄が2人いる[4]。
- お笑い芸人ガーリィレコードチャンネル太郎とは幼馴染

## エピソード
高校時代の担任、および所属していたハンドボール部の顧問は、俳優のころに『魔法戦隊マジレンジャー』でヒカル / マジシャイン役だった市川洋介だったため、実はライダーよりも戦隊ヒーローが好きだった。

### 『仮面ライダー ドライブ』関連
- 稲葉は『ドライブ』出演以前にも毎年仮面ライダーのオーディションを受けていて最終選考まで残ったこともあり[11][12]、『ドライブ』主演の泊進ノ介役オーディションにも参加していた[13]。チーフプロデューサーの大森敬仁は起用の理由として、芝居的・人間的に成長したことを挙げており[12]、進ノ介役オーディションの時とは人が変わったようであったと述べている[13]。
- 番組後半での剛の演技では、設定を知らされたのみで含みのある演出の中で感情表現も要求され、苦心したが勉強になったとしている[14]。

## 出演

### テレビドラマ
- クローン ベイビー（2010年10月8日 - 12月17日、TBSテレビ） - 小津悟志 役
- クローバー（2012年4月13日 - 6月29日、テレビ東京） - 竹内浩平 役
- 好好!キョンシーガール〜東京電視台戦記〜 第4話（2012年11月2日、テレビ東京）
- S -最後の警官- 第9話（2014年3月9日、TBS）
- 東京ガードセンター 第10話（2014年6月12日、Dlife） - 宮下保 役
- 罪人の嘘（2014年8月31日 - 9月28日、WOWOW） - 笠原卓也（青年期） 役
- 仮面ライダーシリーズ（テレビ朝日系・東映） - 詩島剛 / 仮面ライダーマッハ 役[6]
  - 仮面ライダードライブ 第12話 - 最終話（2014年12月28日 - 2015年9月27日）
  - 手裏剣戦隊ニンニンジャーVS仮面ライダードライブ 春休み合体1時間スペシャル（2015年3月29日）
- 本棚食堂 第2話（2015年7月14日、NHK BSプレミアム） - 菊田耕平 役[15]
- 孤独のグルメ Season5 第3話（2015年10月17日、テレビ東京） - カップル客・男 役
- MARS〜ただ、君を愛してる〜（2016年1月24日 - 3月27日、日本テレビ） - 木田達也 役
- 夏樹静子サスペンス 光る崖（2016年2月20日、フジテレビ） - 奥平誠次 役[16]
- ひぐらしのなく頃に（2016年5月20日 - 6月24日、BSスカパー!） - 主演・前原圭一 役（NGT48とのW主演）[7][17]
  - ひぐらしのなく頃に解（2016年11月25日 - 12月16日、BSスカパー!） - 主演・前原圭一 役
- HiGH&LOW〜THE STORY OF S.W.O.R.D.〜 season2（2016年4月24日 - 6月26日、日本テレビ） - KIZZY 役[18]
- レンタル救世主（2016年10月9日 - 12月11日、日本テレビ） - 薫 役[19]
- キャバすか学園 第3話 - 第6話・最終話（2016年11月13日 - 12月4日・2017年1月15日、日本テレビ） - 辻本強 役[20]
- 潜入捜査アイドル・刑事ダンス 第6話（2016年11月13日、テレビ東京） - 青空翔馬 役
- 大河ドラマ おんな城主 直虎 第4話（2017年1月29日、NHK） - 若侍 役
- 将棋めし（2017年8月2日 - 9月27日、フジテレビ） - 黒瀬時彦 役[21]
- わにとかげぎす 第8話 - 最終話（2017年9月13日 - 27日、TBS） - 吉くん 役[22]
- 今からあなたを脅迫します 第1話（2017年10月15日、日本テレビ） - 佐藤貴志 役
- 探偵物語（2018年4月8日、テレビ朝日） ‐ 三好斗真 役[23]
- 崖っぷちホテル! 最終話（2018年6月17日、日本テレビ） - 吉川洋平 役[24]
- 無用庵隠居修行2（2018年9月8日、BS朝日） - 岡井弥八郎 役[25]
- 激レアさんを連れてきた。 ドラマシアター激アツ!! ヤンキーサッカー部（2018年9月21日・28日、テレビ朝日） - マサ 役[26]
- 小河ドラマ 龍馬がくる（2018年11月27日 - 12月18日、関西テレビ・フジテレビ） - 田沼俊介 役[27]
- 平成ばしる（2018年12月28日、テレビ朝日） - 主演・猫宮唯 役[28]
- ゆうべはお楽しみでしたね（2019年1月7日 - 2月11日、毎日放送） - タカシ 役[29]
- 緊急取調室 THIRD SEASON 第7話（2019年5月30日、テレビ朝日） - 若杉純 役[30]
- 御曹司ボーイズ（2019年7月6日 - 8月31日、TOKYO MX） - 薬袋輝之進 役[31]
- 花にけだもの〜Second Season〜（2019年8月27日 - 9月14日、フジテレビ） - 芦田俊 役[32]
- 磯野家の人々〜20年後のサザエさん〜（2019年11月24日、フジテレビ） - 波野イクラ 役[33]
- 新春3夜連続ドラマ「破天荒フェニックス」（2020年1月3日 - 5日、テレビ朝日） - 松尾秀和 役[34]
- 病院の治しかた〜ドクター有原の挑戦〜（2020年1月20日 - 3月9日、テレビ東京） - 江口智也 役[35]
  - 病院の治しかた〜スペシャル〜（2021年7月26日、テレビ東京） - 江口智也 役[36]
- ケイジとケンジ〜所轄と地検の24時〜 第2話（2020年1月23日、テレビ朝日） - 猫田一也 役[37]
- 38歳バツイチ独身女がマッチングアプリをやってみた結果日記（2020年11月19日 - 12月24日、テレビ東京） - ベンチャーくん 役[38]
- バイプレイヤーズ 〜名脇役の森の100日間〜 最終話（2021年3月27日、テレビ東京系） - 稲葉友（本人） 役[39]
- 小吉の女房2 第4話 - 最終話（2021年4月23日 - 5月14日、NHK BSプレミアム） - 勝麟太郎（青年期） 役[40]
- レンアイ漫画家 第2話・第3話（2021年4月15日 - 22日、フジテレビ） - 大倉シンゴ 役[41]
- スイートリベンジ 第11話・第12話（2021年11月8日・15日、フジテレビ） - サトル 役[42]
- ギヴン（2021年11月22日 - 12月27日、フジテレビ） - 村田雨月 役[43][注釈 1]
- まったり!赤胴鈴之助（2022年1月8日 - 3月27日、テレビ大阪・BSテレ東） - 森マモル 役[44]
- ハレ婚。（2022年1月16日 - 3月13日、朝日放送） - 伊達龍之介 役[45]
- となりのチカラ 第4話（2022年2月24日、テレビ朝日） - 吉井蓮二 役[46]
- しずかちゃんとパパ（2022年3月13日 - 5月1日、NHK BSプレミアム / 2023年7月25日 - 9月12日、NHK総合） - 八木康隆 役[47][48][49]
- 家政夫のミタゾノ 第5シリーズ 第4話（2022年5月13日、テレビ朝日） - 有馬拓也 役[50]
- 世にも奇妙な物語 2022年 夏の特別編「メロディに乗せて」（2022年6月18日、フジテレビ） - 進藤充 役[51]
- みなと商事コインランドリー（テレビ東京） - 佐久間柊 役
  - みなと商事コインランドリー（2022年7月7日 - 9月22日、テレビ東京）[52]
  - みなと商事コインランドリー2（2023年7月6日 - 9月21日、テレビ東京）[53]
- つまらない住宅地のすべての家（2022年10月10日 - 11月16日、NHK総合） - 大柳望 役[54][55]
- 大病院占拠（2023年1月14日 - 3月18日、日本テレビ） - 若狭昇 役[56]
- 天使の耳〜交通警察の夜（2023年3月20日、NHK BS4K / 6月10日・17日、NHK BSプレミアム / 2024年4月9日・16日、NHK総合） - 森本恒夫 役[57][58][59]
- 波よ聞いてくれ 第1話・第2話（2023年4月21日・28日、テレビ朝日） - 沖進次 役[60]
- 明日、私は誰かのカノジョ シーズン2（2023年5月3日 - 6月28日、毎日放送・TBS） - 岩崎 役[61]
- 夫を社会的に抹殺する5つの方法 Season2（2024年1月10日 - 3月27日、テレビ東京） - 樫原虎太郎 役[62]
- RoOT / ルート（2024年4月3日 - 6月5日、テレビ東京） - 今井 役[63][64]
- 海のはじまり 第2話・第4話（2024年7月8日・7月22日、フジテレビ） - 浅井悠馬 役[65]
- ふたりソロキャンプ（2025年1月9日 - 2月27日、TOKYO MX） - 滝川彰人 役[66]
- 法廷のドラゴン 第3話・第4話（2025年1月31日・2月7日、テレビ東京） - 郷田福雄 役[67]
- ムサシノ輪舞曲（2025年4月19日 - 6月21日、テレビ朝日） - 衣笠保 役[68]

### テレビ番組
※ゲスト出演はのぞく
- テレビで中国語（2020年3月31日 - 2021年3月23日 、NHK Eテレ） - 生徒 役[69]

### 映画
- パーシー・ジャクソンとオリンポスの神々（2010年2月26日公開、20世紀フォックス） - 70年代の少年 役（吹き替え）
- 行け!男子高校演劇部（2011年8月6日公開、ショウゲート） - 橋本俊 役
- モンスター（2013年4月27日公開、アークエンタテインメント）
- 仮面ライダーシリーズ（東映） - 詩島剛 / 仮面ライダーマッハ 役
  - 仮面ライダー×仮面ライダー ドライブ&鎧武 MOVIE大戦フルスロットル（2014年12月13日公開）[注釈 2]
  - スーパーヒーロー大戦GP 仮面ライダー3号 （2015年3月21日公開）
  - 劇場版 仮面ライダードライブ サプライズ・フューチャー（2015年8月8日公開）
  - 仮面ライダー×仮面ライダー ゴースト&ドライブ 超MOVIE大戦ジェネシス（2015年12月12日公開）
  - 劇場版 仮面ライダージオウ Over Quartzer（2019年7月26日公開） [70]
- ワンダフルワールドエンド（2015年1月17日公開、SPOTTED PRODUCTIONS） - 川島浩平 役
- MARS〜ただ、君を愛してる〜（2016年6月18日公開、ショウゲート） - 木田達也 役[71]
- HiGH&LOW THE MOVIEシリーズ（松竹） - KIZZY 役
  - HiGH&LOW THE MOVIE（2016年7月16日公開）[18]
  - HiGH&LOW THE MOVIE2 END OF SKY（2017年8月19日公開）
  - HiGH&LOW THE MOVIE3 FINAL MISSION（2017年11月11日公開）
- 笑う招き猫（2017年4月29日公開、DLE） - 草野崇 役[72]
- We Love Television?（2017年11月3日公開、日活）[73]
- N.Y.マックスマン（2018年2月17日公開、KATSU-do） - 主演・ヒロ・マックス 役[74][75]
- 私の人生なのに（2018年7月14日公開、プレシディオ） - 柏原淳之介 役[76]
- 春待つ僕ら（2018年12月14日公開、ワーナー・ブラザース映画） - 宮本瑠衣 役[77]
- 小河ドラマ 龍馬がくる（2018年12月15日公開） - 田沼 役
- この道（2019年1月11日公開、HIGH BROW CINEMA） - 室生犀星 役
- ダウト 嘘つきオトコは誰?（2019年10月4日公開、キャンター・スターキャット） - 唯川至 役[78]
- シライサン（2020年1月10日公開、松竹） - 鈴木春男 役[79]
- クソみたいな映画（2020年7月3日公開、KATSU-do） - 南条翔太 役[80]
- ホテルローヤル（2020年11月13日公開、ファントム・フィルム） - 坂上朝人 役[81]
- バイプレイヤーズ 〜もしも100人の名脇役が映画を作ったら〜（2021年4月9日公開、東宝） - 稲葉友（本人）役[82]
- ずっと独身でいるつもり?（2021年11月19日公開、日活） - 橋田公平 役[83]
- 恋い焦れ歌え（2022年5月27日公開、フューチャーコミックス×スタジオブルー） - 主演・桐谷仁 役[8]
- よっす、おまたせ、じゃあまたね。（2023年6月16日公開、SPOTTED PRODUCTIONS） - 主演・ながちん 役（橋本淳とW主演）[84]
- ＃ミトヤマネ（2023年8月25日公開、エレファントハウス） - 田辺キヨシ 役[85]

### Webドラマ
- 仮面ライダーシリーズ
  - dビデオスペシャル 仮面ライダー4号（2015年、東映） - 詩島剛 / 仮面ライダーマッハ 役
  - ドライブサーガ 仮面ライダーブレン 第2話（2019年5月5日、東映特撮ファンクラブ） - 詩島剛 役
- 紺田照の合法レシピ 第3話・第6話（2018年3月6日・27日、Amazonビデオ） - 春雨太郎 役[86]
- 花にけだもの〜Second Season〜（2019年3月23日 - 4月20日、dTV・FOD） - 芦田俊 役[87]
- 御曹司ボーイズ（2019年4月28日 - 6月16日、AbemaTV） - 薬袋輝之進 役[88]
- 主夫メゾン（2021年2月26日 - 3月26日、TELASA） - 小宮謙太郎 役[89]
- ギヴン（2021年7月17日 - 8月21日、FOD） - 村田雨月 役[90]
- スイートリベンジ 第11話・第12話（2021年9月28日・10月5日、FOD） - サトル 役[91]
- 新空港占拠前 Run,Mouse,Run!（2024年3月9日・16日、Hulu） - 若狭昇 役[92]
- 余命3ヶ月のサレ夫（2024年2月19日、全30話、BUMP） - 主演・高坂葵 役[93]

### オリジナルビデオ
- 灼熱の闘牌録！鉄火場のシン 卓上に賭けた絆（2014年9月3日、ビデオプランニング）
- 仮面ライダーシリーズ
  - 仮面ライダードライブ シークレット・ミッション type TOKUJO（2015年 - 2016年） - 詩島剛 役
  - てれびくん超バトルDVD 仮面ライダードライブ シークレット・ミッション type HIGH-SPEED! ホンモノの力! タイプハイスピード誕生!（2015年） - 詩島剛 / 仮面ライダーマッハ 役
  - ドライブサーガ
    - 仮面ライダーチェイサー（2016年4月20日） - 詩島剛 / 仮面ライダーマッハ 役
    - 仮面ライダーマッハ / 仮面ライダーハート（2016年11月16日） - 主演・詩島剛 / 仮面ライダーマッハ 役[94]

### ドラマCD
- ドライブサーガ 仮面ライダーマッハ夢想伝（2016年） - 主演・詩島剛 役

### PV
- ROCK'A'TRENCH「言葉をきいて」（2010年）
- バンドじゃないもん!「パヒパヒ」（2012年）
- 大森靖子「君と映画」（2013年）
- MACO「ありがとう」（2014年）
- 加治ひとみ「ラヴソング」（2017年）[95]
- 井上苑子「なみだ」（2017年）
- TAOTAK「Anniversary」（2018年）
- SHE'S「Spell On Me」（2021年）[96]

### ラジオ
- ALL GOOD FRIDAY（2016年10月7日 - 、J-WAVE） - アシスタント[97]
- GROOVE LINE（2021年8月2日・3日、J-WAVE） - ピストン西沢の代打
- TOKYO M.A.A.D SPIN「三条陸＆サイトーブイのそこそこイイ話」（2024年4月27日・5月25日、J-WAVE）

### ラジオドラマ
- J-WAVE SELECTION JUMP OVER SPECIAL ～バイノーラル・ラジオ・ドラマ ファミリーサマービュー～（2020年7月5日、J-WAVE）[98]

### イベント
- 仮面ライダーシリーズ - 詩島剛 / 仮面ライダーマッハ 役
  - 仮面ライダードライブスペシャルイベント「特殊状況下事件捜査ファイルcase.1 なぜゴールデンウィークの新高輪は熱いのか」（2015年5月3日・4日、グランドプリンスホテル新高輪飛天）
  - 仮面ライダードライブ「ファイナルステージ&番組キャストトークショー」（2015年10月4日、オリックス劇場 / 2015年10月11日・12日、中野サンプラザ）
- 「テレ朝夏祭り」ヒーローショー&夏映画スペシャルイベント（2015年7月18日・26日・29日、六本木ヒルズアリーナ）

### 舞台
- Knocturn『真田十勇士〜ボクらが守りたかったもの〜』（2011年12月2日 - 11日、天王洲銀河劇場） - 主演・猿飛佐助 役
- KIRA 〜赤穂事件推理帳〜（2012年2月1日 - 6日、エアースタジオ）
- パルコ・プロデュース『露出狂』[99]（2012年7月26日 - 8月4日、パルコ劇場 / 8月27日、日本特殊陶業市民会館 ビレッジホール / 8月29日、森ノ宮ピロティホール） - 香森 役
- GROW -愚郎-（2012年11月2日 - 4日、恵比寿・エコー劇場） - 主演・村上敦 役
- レンタル彼女（2012年11月28日 - 12月2日、中野ザ・ポケット）
- GORCH BROTHERS PRESENTS『飛龍伝』（2013年1月23日 - 27日、本多劇場）[100]
- 疾走ライダー（2013年3月15日 - 20日、新宿SPACE107） - 卓三 役
- 劇団たいしゅう小説家 Present's『ルカルカナイトフィーバー』 〜ダル谷やんと三銃士〜 秋原台定時制高校編（2013年5月15日 - 19日、萬劇場） - 主演・谷口幸男（ダル谷やん） 役
- 『パニ☆ホス』劇団「PU-PU-JUICE」主宰（2013年8月1日 - 11日、新宿SPACE107） - 内藤一人 役
- TAKUMA FESTIVAL JAPAN第1弾公演『晩餐』（2013年10月3日 - 27日、サンシャイン劇場 / 10月31日 - 11月4日、名鉄ホール / 11月6日、アステールプラザ大ホール / 11月9日・10日、キャナルシティ劇場 / 11月14日 - 17日、道新ホール / 11月21日、富山県教育文化会館 / 11月23日、りゅーとぴあ・劇場 / 11月30日、電力ホール / 12月2日 - 8日、森ノ宮ピロティホール）
- Being at home with Claude 〜クロードと一緒に〜（2014年5月14日 - 18日、青山円形劇場） - 主演・彼（イーブ） 役（Wキャスト）
- なかやざき『フランダースの負け犬』（2014年7月10日 - 21日、シアターサンモール） - ビューロウ大将 役
- ウォーキング・スタッフプロデュース『304』（2014年11月22日 - 30日、下北沢シアター711） - デンパ（秋山） 役
- すべての四月のために（2017年11月11日 - 29日、東京芸術劇場プレイハウス / 12月8日 - 13日、ロームシアター京都サウスホール / 12月22日 - 24日、北九州芸術劇場大ホール） - 高田太平 役[101]
- リーディングドラマ『シスター』（2018年12月19日、よみうり大手町ホール）
- エダニク（2019年6月22日 - 7月15日、浅草九劇） - 主演[102]
- ぼくの名前はズッキーニ（2021年2月28日 - 3月14日、よみうり大手町ホール / 3月19日 - 21日、COOL JAPAN PARK OSAKA TT ホール） - シモン 役[103]
- マーダーミステリーシアター『演技の代償』（2021年7月17日、配信公演）[104]
- ともだちが来た（2021年10月27日 - 11月7日、浅草九劇） - 企画・主演[105]
- 音楽劇『浅草キッド』（2023年10月8日 - 22日、明治座 / 10月30日 - 11月5日、新歌舞伎座 / 11月25 - 26日、愛知県芸術劇場） - マーキー 役[106]
- ミュージカル『モンパルナスの奇跡〜孤高の画家モディリアーニ〜』（2024年6月15日 - 23日、よみうり大手町ホール）[107]
- KOKAMI@network vol.20『朝日のような夕日をつれて2024』（2024年8月11日 - 9月1日、紀伊國屋ホール / 9月6日 - 8日、サンケイホールブリーゼ）[108]

### ゲーム
- 仮面ライダーシリーズ（バンダイナムコエンターテインメント） - 詩島剛 / 仮面ライダーマッハ 役
  - 仮面ライダーバトル ガンバライジング（2015年、アーケード）
  - 仮面ライダー トランセンドヒーローズ（2015年、Android・iOS）
  - 仮面ライダー バトライド・ウォー 創生（2016年、PS4・PS3・PS Vita）[109]
  - オール仮面ライダー ライダーレボリューション（2016年、3DS）
  - 仮面ライダー クライマックスファイターズ（2017年12月7日、PS4）
  - 仮面ライダー シティウォーズ（2018年2月、Android・iOS）
  - 仮面ライダー ブットバソウル（2018年9月、アーケード）[110]
  - 仮面ライダー クライマックススクランブル ジオウ（2018年11月29日、Nintendo Switch）
  - 仮面ライダーバトル ガンバレジェンズ（2023年、アーケード）

### 玩具
- DXシフトライドクロッサー&シフトハートロン（2016年11月、玩具） - 詩島剛 役

### その他
- アベイル(Avail) イメージモデル
- Ground Y ☓ MASKED RIDER 2018-19AW Collection キービジュアルモデル

## ディスコグラフィ
- 虹の向こうへ（2011年7月27日、ソニー・ミュージックダイレクト） - レプロ・ハピチャリ音楽部として参加
- 仮面ライダードライブ／仮面ライダー3号／仮面ライダー4号 ベストコレクション （2015年9月9日、avex trax）
  - 泊進ノ介（竹内涼真）、詩島剛（稲葉友）、チェイス（上遠野太洸）「Spinning Wheel」

## 書籍
- 稲葉友ファースト写真集「通り道」（2015年9月18日、主婦と生活社）ISBN 978-4-391-14762-9[111]